# ديفيد كوهن (مسير أعمال)
ديفيد كوهن (بالإنجليزية: David Cohen)‏ هو مسير أعمال أمريكي، ولد في 1968 في ديلاند في الولايات المتحدة.